# Coupe de France de hockey sur glace 2015-2016
Navigation
Coupe de France 2015 Coupe de France 2017
La saison 2015-2016 de la Coupe de France de hockey sur glace est la vingt-troisième édition de cette compétition organisée par la Fédération française de hockey sur glace. La finale se joue le 3 janvier 2016 à Paris-Bercy.

## Présentation
La Coupe de France est jouée sous la forme d'une compétition à élimination directe, chaque rencontre devant déterminer un vainqueur. S'il y a égalité à l'issue du temps réglementaire, une période de prolongation de dix minutes est jouée, suivie si nécessaire d'une séance de tirs au but. Chaque rencontre est déterminée par tirage au sort.
Le calendrier de la coupe est le suivant :
- Premier tour : 26 septembre 2015
- Seizièmes de finale : 13 octobre 2015
- Huitièmes de finale : 27 octobre 2015
- Quarts de finale : 17 novembre 2015
- Demi-finales : 8 décembre 2015
- Finale : 3 janvier 2016

| Tour                | Division | Division | Division                                                                                                   | Division |
| Tour                | Ligue Magnus (LM) | Division 1 (D1) | Division 2 (D2)                                                                                            | Division 3 (D3) |
| ------------------- | --- | --- | --- | --- |
| Premier tour        | | | Jets d'Évry Viry Spartiates de Marseille Français volants de Paris Lynx de Valence Ours de Villard-de-Lans | Chiefs de Deuil-Garges Élans de Champigny Vipers de Montpellier Caribous de Seine-et-Marne Diables rouges de Valenciennes |
| Seizièmes de finale | Gothiques d'Amiens Ducs d'Angers Albatros de Brest Diables rouges de Briançon Boxers de Bordeaux Chamois de Chamonix Ducs de Dijon Gamyo Épinal Brûleurs de loups de Grenoble Lions de Lyon Pingouins de Morzine-Avoriaz-Les Gets Dragons de Rouen Étoile noire de Strasbourg | Hormadi Anglet Drakkars de Caen Dogs de Cholet Yétis du Mont-Blanc Scorpions de Mulhouse Corsaires de Nantes Bisons de Neuilly-sur-Marne Aigles de Nice Bélougas de Toulouse-Blagnac Remparts de Tours Bouquetins de Val Vanoise | Éléphants de Chambéry                                                                                      | |
| Huitièmes de finale | Rapaces de Gap | | | |

## Premier tour
Le tirage au sort a lieu le 15 septembre lors du match de Coupe de la Ligue opposant Rouen à Strasbourg,.
| 26 septembre 2015 | Valence (D2) | 1-6 (1-0, 0-2, 0-4) | Villard-de-Lans (D2) | Le Polygone 608 spectateurs |

| Feuille de match | Feuille de match                             | Feuille de match            | Feuille de match | Feuille de match                                                       |
| ---------------- | -------------------------------------------- | --------------------------- | --- | ---------------------------------------------------------------------- |
|                  | Gaulier (An. Pelisse, Manon) — 13 min 11 s - | 1-0 1-1 1-2 1-3 1-4 1-5 1-6 | - Škovira (Sage-Vallier, Simonneau) — 30 min 27 s Simonneau (Bakos, Sage-Vallier) — 37 min 25 s (SN) Jánošík (Bakos, Sage-Vallier) — 42 min 39 s Jánošík (Simonneau) — 47 min 16 s Sage-Vallier — 54 min 11 s (IN) Jánošík (Simonneau, Sage-Vallier) — 57 min (IN) | Arbitrage : Adrian Popa Juges de lignes : Eric Briolat et Hervé Roulet |
| Jérémy Valentin  | Gardiens                                     | Pavol Smik                  | | Arbitrage : Adrian Popa Juges de lignes : Eric Briolat et Hervé Roulet |
| 14 min           | Pénalités                                    | 14 min                      | | Arbitrage : Adrian Popa Juges de lignes : Eric Briolat et Hervé Roulet |
|                  |                                              |                             | | Arbitrage : Adrian Popa Juges de lignes : Eric Briolat et Hervé Roulet |

| 26 septembre 2015 | Montpellier (D3) | 6-1 (0-1, 4-0, 2-0) | Marseille (D2) | Patinoire Végapolis |

| Feuille de match | Feuille de match | Feuille de match            | Feuille de match      | Feuille de match                                                                          |
| ---------------- | --- | --------------------------- | --------------------- | ----------------------------------------------------------------------------------------- |
|                  | - Daniličs (Janečka) — 20 min 18 s (SN) Rey — 23 min 23 s (IN) Bergogne — 33 min 41 s (SN) Pichard (Janečka, Fancovic) — 34 min 34 s Janečka (Daniličs, Fancovic) — 46 min 57 s (2 SN) Pichard — 58 min 15 s (SN) | 0-1 1-1 2-1 3-1 4-1 5-1 6-1 | Pagni — 17 min 13 s - | Arbitrage : Guillaume Florentin Juges de lignes : Florian Robert et Nicolas Constantineau |
| Mojmír Božík     | Gardiens | Cyprien Bautru              |                       | Arbitrage : Guillaume Florentin Juges de lignes : Florian Robert et Nicolas Constantineau |
| 40 min           | Pénalités | 60 min                      |                       | Arbitrage : Guillaume Florentin Juges de lignes : Florian Robert et Nicolas Constantineau |
|                  | |                             |                       | Arbitrage : Guillaume Florentin Juges de lignes : Florian Robert et Nicolas Constantineau |

| 26 septembre 2015 | Dammarie-lès-Lys (D3) | 5-1 (2-1, 0-0, 3-0) | Champigny-sur-Marne (D3) | Patinoire de la Cartonnerie 328 spectateurs |

| Feuille de match    | Feuille de match | Feuille de match        | Feuille de match                               | Feuille de match                                                |
| ------------------- | --- | ----------------------- | ---------------------------------------------- | --------------------------------------------------------------- |
|                     | Dellazzeri (Blanchôt, Lebrun) — 2 min 49 s B. Danton (Dellazzeri) — 4 min 45 s (SN) - Belhassen (Buigues) — 52 min 30 s (SN) Dellazzeri — 52 min 58 s (IN) Blaugy (Boulet, Stemper) — 57 min 17 s | 1-0 2-0 2-1 3-1 4-1 5-1 | - Auvitu (Aznag, Rauline) — 16 min 58 s (SN) - | Arbitrage : Christian Maltaverne Juges de lignes : David Thomas |
| Xavier Baudon-Merot | Gardiens | Marc-Antoine Fourcade   |                                                | Arbitrage : Christian Maltaverne Juges de lignes : David Thomas |
| 14 min              | Pénalités | 8 min                   |                                                | Arbitrage : Christian Maltaverne Juges de lignes : David Thomas |
|                     | |                         |                                                | Arbitrage : Christian Maltaverne Juges de lignes : David Thomas |

| 26 septembre 2015 | Paris (D2) | 3-1 (1-1, 1-0, 1-0) | Deuil-Garges (D3) | Patinoire Sonja-Henie 50 spectateurs |

| Feuille de match  | Feuille de match                                                                                           | Feuille de match | Feuille de match               | Feuille de match                                                            |
| ----------------- | --- | ---------------- | ------------------------------ | --------------------------------------------------------------------------- |
|                   | - Rémot — 17 min 47 s Gourgand (Fellbom, Wagner) — 38 min 41 s Fellbom (Gourgand, Denis) — 58 min 3 s (SN) | 0-1 1-1 1-2 1-3  | Cousin (Mikula) — 2 min 38 s - | Arbitrage : Julien Peyre Juges de lignes : Maxime Laboulais et Jérémy Kahli |
| Franck Constantin | Gardiens                                                                                                   | Tamás Kiss       |                                | Arbitrage : Julien Peyre Juges de lignes : Maxime Laboulais et Jérémy Kahli |
| 22 min            | Pénalités                                                                                                  | 12 min           |                                | Arbitrage : Julien Peyre Juges de lignes : Maxime Laboulais et Jérémy Kahli |
|                   | |                  |                                | Arbitrage : Julien Peyre Juges de lignes : Maxime Laboulais et Jérémy Kahli |

| 26 septembre 2015 | Valenciennes (D3) | 4-7 (0-1, 1-1, 3-5) | Évry Viry (D2) | Patinoire Valigloo 450 spectateurs |

| Feuille de match | Feuille de match | Feuille de match                            | Feuille de match | Feuille de match  |
| ---------------- | --- | ------------------------------------------- | --- | ----------------- |
|                  | - Wagret (Clancy, Matej) — 27 min 15 s - Lageard (Matej, Prokop) — 49 min 34 s - Wagret (Matej) — 52 min 23 s - Wagret (Matej) — 56 min 49 s - | 0-1 1-1 1-2 1-3 1-4 2-4 2-5 3-5 3-6 4-6 4-7 | A. Gautron (Blossier, Ledoux) — 10 min 10 s (SN) - Ledoux (Blossier) — 35 min 40 s Zeman (Juan, Hanes) — 40 min 25 s Zeman — 44 min 56 s (TP) - Zeman (Juan) — 50 min 50 s - Zeman — 54 min (IN) - Hanes (Juan) — 57 min | Juges de lignes : |
| Milan Glevanak   | Gardiens | Karl Malmquist                              | | Juges de lignes : |
| 26 min           | Pénalités | 20 min                                      | | Juges de lignes : |
|                  | |                                             | | Juges de lignes : |

## Seizièmes de finale
| 13 octobre 2015 | Val Vanoise (D1) | 2-5 (1-1, 0-0, 1-4) | Chamonix (LM) | Patinoire de Méribel 400 spectateurs |

| Feuille de match  | Feuille de match                                                        | Feuille de match            | Feuille de match | Feuille de match                                                                    |
| ----------------- | ----------------------------------------------------------------------- | --------------------------- | --- | ----------------------------------------------------------------------------------- |
|                   | - Pierrel — 16 min 44 s - Kalinovic (Matějíček, Bruyas) — 44 min 11 s - | 0-1 1-1 1-2 1-3 2-3 2-4 2-5 | Salmivirta (Hascoët, Masson) — 15 min 12 s - Salmivirta (Masson, Hascoët) — 43 min 15 s Bissonnette (Andersén, Biscard) — 43 min 37 s - Terrier (Biscard, Jalbert) — 56 min 29 s (SN) Salmivirta (Masson, Hascoët) — 57 min 2 s | Arbitrage : Jérémy Rauline Juges de lignes : Geoffrey Barcelo et Bastien Germaneaud |
| Vladislav Koutský | Gardiens                                                                | Henri-Corentin Buysse       | | Arbitrage : Jérémy Rauline Juges de lignes : Geoffrey Barcelo et Bastien Germaneaud |
| 12 min            | Pénalités                                                               | 6 min                       | | Arbitrage : Jérémy Rauline Juges de lignes : Geoffrey Barcelo et Bastien Germaneaud |
|                   |                                                                         |                             | | Arbitrage : Jérémy Rauline Juges de lignes : Geoffrey Barcelo et Bastien Germaneaud |

| 13 octobre 2015 | Nice (D1) | 1-4 (1-2, 0-0, 0-2) | Lyon (LM) | Patinoire Charlemagne 350 spectateurs |

| Feuille de match | Feuille de match                        | Feuille de match    | Feuille de match | Feuille de match                                                                        |
| ---------------- | --------------------------------------- | ------------------- | --- | --------------------------------------------------------------------------------------- |
|                  | - Hamrák (Mišura, Puech) — 7 min 29 s - | 0-1 1-1 1-2 1-3 1-4 | O'Donnell (Galbraith, Tomko) — 4 min 58 s - Galbraith (O'Donnell, Custosse) — 15 min 41 s Laberge (Galbraith, Burlin) — 42 min 40 s Correia (O'Donnell, Custosse) — 55 min 34 s | Arbitrage : Jimmy Bergamelli Juges de lignes : Nicolas Constantineau et Gabriel Pointel |
| Vojtěch Sedláček | Gardiens                                | Tommi Virtanen      | | Arbitrage : Jimmy Bergamelli Juges de lignes : Nicolas Constantineau et Gabriel Pointel |
| 6 min            | Pénalités                               | 8 min               | | Arbitrage : Jimmy Bergamelli Juges de lignes : Nicolas Constantineau et Gabriel Pointel |
|                  |                                         |                     | | Arbitrage : Jimmy Bergamelli Juges de lignes : Nicolas Constantineau et Gabriel Pointel |

| 13 octobre 2015 | Mont-Blanc (D1) | 2-3 (0-1, 1-0, 1-2) | Briançon (LM) | Patinoire de Saint-Gervais 150 spectateurs |

| Feuille de match | Feuille de match                                                                           | Feuille de match    | Feuille de match | Feuille de match                                                                  |
| ---------------- | ------------------------------------------------------------------------------------------ | ------------------- | --- | --------------------------------------------------------------------------------- |
|                  | - Ranzoni (Croz, Chauvière) — 32 min 12 s (IN) Chauvière (Aimnetto, Cocar) — 48 min 25 s - | 0-1 1-1 2-1 2-2 2-3 | Lafrance (Mrena, Abramov) — 17 min 15 s - Magosi (Mrena, Bourgaut) — 52 min 13 s Reese (Lafrance, Aspeqvist) — 54 min 30 s (SN) | Arbitrage : Geoffrey Barcelo Juges de lignes : Gwilherm Margry et Gildas Fontaine |
| Tom Charton      | Gardiens                                                                                   | Sebastian Idoff     | | Arbitrage : Geoffrey Barcelo Juges de lignes : Gwilherm Margry et Gildas Fontaine |
| 16 min           | Pénalités                                                                                  | 10 min              | | Arbitrage : Geoffrey Barcelo Juges de lignes : Gwilherm Margry et Gildas Fontaine |
|                  |                                                                                            |                     | | Arbitrage : Geoffrey Barcelo Juges de lignes : Gwilherm Margry et Gildas Fontaine |

| 14 octobre 2015 | Chambéry (D2) | 4-15 (0-0, 1-8, 3-7) | Morzine-Avoriaz-Les Gets (LM) | Patinoire Buisson Rond 306 spectateurs |

| Feuille de match | Feuille de match | Feuille de match                                                                     | Feuille de match | Feuille de match                                                          |
| ---------------- | --- | ------------------------------------------------------------------------------------ | --- | ------------------------------------------------------------------------- |
|                  | - Levet (Ramos, Bergkvist) — 36 min 30 s (SN) - Bergkvist (Rol) — 50 min 25 s - Kemi (Marcon) — 55 min 52 s Kemi — 59 min 27 s | 0-1 0-2 0-3 0-4 0-5 0-6 0-7 1-7 1-8 1-9 1-10 1-11 2-11 2-12 2-13 2-14 2-15 3-15 4-15 | McIntosh (Homjakovs, J. Besson) — 24 min 7 s Sarkanis (Diaferia, Holecko) — 25 min 7 s Väkeväinen — 27 min 35 s McIntosh (Cescon) — 31 min 38 s (SN) Homjakovs (Väkeväinen, J. Besson) — 33 min 6 s J. Besson (McIntosh, Homjakovs) — 35 min 37 s Cescon (Papa, Corriveau) — 36 min 3 s - Sarkanis (Cescon) — 38 min 10 s McIntosh (Homjakovs, Cescon) — 42 min 2 s McIntosh — 42 min 13 s Sarkanis (Lanvers) — 46 min 3 s - N. Besson — 51 min 16 s N. Besson (Homjakovs, J. Besson) — 52 min 44 s (IN) Deshaies (Casini) — 53 min 41 s (IN) Corriveau (Deshaies) — 55 min - | Arbitrage : Adrian Popa Juges de lignes : Damien Icard et Matthieu Barbez |
| Filip Hjorth     | Gardiens | Przemyslaw Odrobny                                                                   | | Arbitrage : Adrian Popa Juges de lignes : Damien Icard et Matthieu Barbez |
| 6 min            | Pénalités | 10 min                                                                               | | Arbitrage : Adrian Popa Juges de lignes : Damien Icard et Matthieu Barbez |
|                  | |                                                                                      | | Arbitrage : Adrian Popa Juges de lignes : Damien Icard et Matthieu Barbez |

| 13 octobre 2015 | Villard-de-Lans (D2) | 1-4 (0-2, 0-2, 1-0) | Grenoble (LM) | Patinoire André Ravix 870 spectateurs |

| Feuille de match | Feuille de match                            | Feuille de match    | Feuille de match | Feuille de match                                                               |
| ---------------- | ------------------------------------------- | ------------------- | --- | ------------------------------------------------------------------------------ |
|                  | - Sage-Vallier (Škovira) — 58 min 14 s (SN) | 0-1 0-2 0-3 0-4 1-4 | Chouinard (Favarin) — 7 min 39 s (SN) Gauthier (Kalus, Perret) — 19 min 26 s (SN) Kalus (Barlock, Chouinard) — 25 min 9 s Bouchard (Chapuis) — 37 min 2 s - | Arbitrage : Damien Bliek Juges de lignes : Frédéric Peurière et Florian Robert |
| Pavol Smik       | Gardiens                                    | Ervīns Muštukovs    | | Arbitrage : Damien Bliek Juges de lignes : Frédéric Peurière et Florian Robert |
| 40 min           | Pénalités                                   | 42 min              | | Arbitrage : Damien Bliek Juges de lignes : Frédéric Peurière et Florian Robert |
|                  |                                             |                     | | Arbitrage : Damien Bliek Juges de lignes : Frédéric Peurière et Florian Robert |

| 13 octobre 2015 | Tours (D1) | 0-6 (0-1, 0-2, 0-3) | Angers (LM) | Patinoire municipale 900 spectateurs |

| Feuille de match | Feuille de match | Feuille de match        | Feuille de match | Feuille de match                                                                     |
| ---------------- | ---------------- | ----------------------- | --- | ------------------------------------------------------------------------------------ |
|                  | -                | 0-1 0-2 0-3 0-4 0-5 0-6 | Lunden (Gaborit) — 10 min 57 s Gaborit (Albert) — 22 min 33 s Lunden (May) — 28 min 15 s (SN) Thillet (Campbell) — 42 min 57 s Lacroix (Lunden, Lévèque) — 43 min 48 s Thillet (Claireaux, Campbell) — 45 min 51 s (SN) | Arbitrage : Adrien Ernecq Juges de lignes : Clément Goncalves et Florian Tocqueville |
| Filip Kubiš      | Gardiens         | Alexis Neau             | | Arbitrage : Adrien Ernecq Juges de lignes : Clément Goncalves et Florian Tocqueville |
| 12 min           | Pénalités        | 6 min                   | | Arbitrage : Adrien Ernecq Juges de lignes : Clément Goncalves et Florian Tocqueville |
|                  |                  |                         | | Arbitrage : Adrien Ernecq Juges de lignes : Clément Goncalves et Florian Tocqueville |

| 13 octobre 2015 | Caen (D1) | 5-2 (1-1, 1-1, 3-0) | Cholet (D1) | Patinoire de Caen la mer 500 spectateurs |

| Feuille de match | Feuille de match | Feuille de match            | Feuille de match                                                     | Feuille de match                                                                    |
| ---------------- | --- | --------------------------- | -------------------------------------------------------------------- | ----------------------------------------------------------------------------------- |
|                  | - Pain (Gertsakis) — 12 min 10 s (2 SN) Léveillé (Sternberg) — 22 min 50 s (SN) - Gliga — 41 min 30 s (IN) Léveillé (Geffroy) — 52 min 40 s Léveillé (Arnaud, Dubourg) — 59 min 15 s | 0-1 1-1 2-1 2-2 3-2 4-2 5-2 | Kristín — 2 min 40 s (SN) - Grofek (Bergeron, Hovora) — 36 min 4 s - | Arbitrage : Stéphane Peronnin Juges de lignes : Mathieu Loos et Sébastien Levasseur |
| Quentin Kello    | Gardiens | Matthieu Depanian           |                                                                      | Arbitrage : Stéphane Peronnin Juges de lignes : Mathieu Loos et Sébastien Levasseur |
| 22 min           | Pénalités | 10 min                      |                                                                      | Arbitrage : Stéphane Peronnin Juges de lignes : Mathieu Loos et Sébastien Levasseur |
|                  | |                             |                                                                      | Arbitrage : Stéphane Peronnin Juges de lignes : Mathieu Loos et Sébastien Levasseur |

| 13 octobre 2015 | Nantes (D1) | 1-4 (0-1, 0-1, 1-2) | Brest (LM) | Patinoire du centre de loisirs du Petit Port 750 spectateurs |

| Feuille de match | Feuille de match                   | Feuille de match    | Feuille de match | Feuille de match                                                               |
| ---------------- | ---------------------------------- | ------------------- | --- | ------------------------------------------------------------------------------ |
|                  | - O'Connor (David) — 54 min 35 s - | 0-1 0-2 0-3 1-3 1-4 | Ouellet — 15 min 1 s Ouellet (J. Avenel, Romand) — 30 min 34 s Králík (Ouellet, Dīķis) — 50 min 38 s - Jessey (Vondráček, Ouellet) — 58 min 51 s (SN) | Arbitrage : Savice Fabre Juges de lignes : Charlotte Girard et Vincent Villard |
| Juliàn Barrier   | Gardiens                           | Léo Bertein         | | Arbitrage : Savice Fabre Juges de lignes : Charlotte Girard et Vincent Villard |
| 16 min           | Pénalités                          | 14 min              | | Arbitrage : Savice Fabre Juges de lignes : Charlotte Girard et Vincent Villard |
|                  |                                    |                     | | Arbitrage : Savice Fabre Juges de lignes : Charlotte Girard et Vincent Villard |

| 13 octobre 2015 | Mulhouse (D1) | 2-3 (TB) (1-0, 0-1, 1-1, 0-0, 0-1) | Strasbourg (LM) | Patinoire de l'Illberg 920 spectateurs |

| Feuille de match | Feuille de match                                                                           | Feuille de match    | Feuille de match | Feuille de match                                                                      |
| ---------------- | ------------------------------------------------------------------------------------------ | ------------------- | --- | ------------------------------------------------------------------------------------- |
|                  | Jeslínek (Pšurný) — 10 min 19 s (SN) - Galkins (Boryssenko, Ten Braak) — 53 min 5 s (SN) - | 1-0 1-1 1-2 2-2 2-3 | - Goldberg (Saint-André, Michel) — 36 min 26 s Trudeau (Goldberg, Petrák) — 40 min 53 s (SN) - Pardavý — 70 min (TB) | Arbitrage : Stéphane Rousselin Juges de lignes : Sébastien Geoffroy et Cédric Turbert |
| Mickaël Muller   | Gardiens                                                                                   | Vladimír Hiadlovský | | Arbitrage : Stéphane Rousselin Juges de lignes : Sébastien Geoffroy et Cédric Turbert |
| 14 min           | Pénalités                                                                                  | 14 min              | | Arbitrage : Stéphane Rousselin Juges de lignes : Sébastien Geoffroy et Cédric Turbert |
|                  |                                                                                            |                     | | Arbitrage : Stéphane Rousselin Juges de lignes : Sébastien Geoffroy et Cédric Turbert |

| 13 octobre 2015 | Épinal (LM) | - | Dijon (LM) | Patinoire de Poissompré |

| 13 octobre 2015 | Montpellier (D3) | 2-8 (0-1, 1-3, 1-4) | Bordeaux (LM) | Patinoire Végapolis |

| Feuille de match | Feuille de match                                                      | Feuille de match                        | Feuille de match | Feuille de match                                                                   |
| ---------------- | --------------------------------------------------------------------- | --------------------------------------- | --- | ---------------------------------------------------------------------------------- |
|                  | - Bohin — 30 min 53 s - Marcinek (Danilics, Fancovic) — 42 min 27 s - | 0-1 0-2 0-3 1-3 1-4 1-5 2-5 2-6 2-7 2-8 | Charland (Petit, Besch) — 15 min 58 s Mariage (Cadren, Decock) — 24 min 38 s Decock (Cadren, Mariage) — 24 min 57 s - Charland (Desrosiers, Petit) — 34 min 51 s Gauthier (Gillet, Majerčák) — 41 min 46 s - Gauthier (Tarantino, Valier) — 47 min 50 s (SN) Gauthier (Tarantino, Valier) — 49 min 40 s (SN) Rambelo (Dusseau, Janil) — 59 min 9 s (SN) | Arbitrage : Laurent Garbay Juges de lignes : Tristan Rodriguez et Guillaume Barthe |
| Mojmir Bozik     | Gardiens                                                              | Mickaël Gasnier                         | | Arbitrage : Laurent Garbay Juges de lignes : Tristan Rodriguez et Guillaume Barthe |
| 36 min           | Pénalités                                                             | 30 min                                  | | Arbitrage : Laurent Garbay Juges de lignes : Tristan Rodriguez et Guillaume Barthe |
|                  |                                                                       |                                         | | Arbitrage : Laurent Garbay Juges de lignes : Tristan Rodriguez et Guillaume Barthe |

| 13 octobre 2015 | Anglet (D1) | 13-4 (4-1, 4-3, 5-0) | Toulouse-Blagnac (D1) | Patinoire de la Barre 950 spectateurs |

| Feuille de match | Feuille de match | Feuille de match                                                        | Feuille de match | Feuille de match                                                               |
| ---------------- | --- | ----------------------------------------------------------------------- | --- | ------------------------------------------------------------------------------ |
|                  | Rubeš (Grenier, André) — 1 min 24 s Daramy (Neyens) — 1 min 44 s Zeliska (Olsson, Rubeš) — 2 min 58 s (SN) André (Neyens) — 4 min 13 s (IN) - Rubeš (Olsson, André) — 21 min 3 s Zeliska (Rubeš, Olsson) — 25 min 13 s - André (Olsson, Rubeš) — 32 min 8 s - Zeliska (Baubriau, Vehmanen) — 37 min 1 s Lagarde (Chabot, Brenton) — 44 min 4 s Olsson (Rubeš, André) — 44 min 56 s Suzzarini — 45 min 50 s Olsson (Suzzarini) — 47 min 16 s (IN) Rubeš (Baubriau, Zeliska) — 56 min 21 s (SN) | 1-0 2-0 3-0 4-0 4-1 5-1 6-1 6-2 6-3 7-3 7-4 8-4 9-4 10-4 11-4 12-4 13-4 | - Codevelle (Ylönen) — 4 min 31 s (SN) - Blaser — 29 min 26 s (IN) Jacquemin — 30 min 54 s (IN) - Martin-Whalen — 34 min 15 s - | Arbitrage : Frédéric Le Berre Juges de lignes : Jérémy Kahli et Jérémy Poulain |
| Olivier Richard  | Gardiens | Tomáš Pék                                                               | | Arbitrage : Frédéric Le Berre Juges de lignes : Jérémy Kahli et Jérémy Poulain |
| 26 min           | Pénalités | 36 min                                                                  | | Arbitrage : Frédéric Le Berre Juges de lignes : Jérémy Kahli et Jérémy Poulain |
|                  | |                                                                         | | Arbitrage : Frédéric Le Berre Juges de lignes : Jérémy Kahli et Jérémy Poulain |

| 13 octobre 2015 | Rouen (LM) | 10-2 (4-1, 2-0, 4-1) | Neuilly-sur-Marne (D1) | Patinoire Île Lacroix 0 spectateurs |

| Feuille de match | Feuille de match | Feuille de match                                 | Feuille de match                                                     | Feuille de match                                                                          |
| ---------------- | --- | ------------------------------------------------ | -------------------------------------------------------------------- | ----------------------------------------------------------------------------------------- |
|                  | Labelle (Krog, Thinel) — 35 s Whitecotton (Lampérier) — 12 min 3 s - Manavian (Lampérier) — 16 min 50 s (SN) Labelle (Whitecotton) — 19 min 48 s (SN) Y. Treille (S. Treille, Houeix) — 30 min 41 s Krog (Labelle, Dame-Malka) — 35 min 42 s Arrossamena (Colotti) — 43 min 28 s Krog (Dame-Malka) — 44 min 38 s - Lampérier (Whitecotton, Manavian) — 49 min 22 s Coulombe (Manavian, Colotti) — 58 min 46 s | 1-0 2-0 2-1 3-1 4-1 5-1 6-1 7-1 8-1 8-2 9-2 10-2 | - - Guimbard (Rod, Sinkovic) — 12 min 14 s - Pelletier — 46 min 22 s | Arbitrage : Nicolas Barbez Juges de lignes : Charles Edouard Salmon et Joffrey Yssembourg |
| Quentin Papillon | Gardiens | Ramón Sopko (35:42) Rémi Husson (24:18)          |                                                                      | Arbitrage : Nicolas Barbez Juges de lignes : Charles Edouard Salmon et Joffrey Yssembourg |
| 12 min           | Pénalités | 27 min                                           |                                                                      | Arbitrage : Nicolas Barbez Juges de lignes : Charles Edouard Salmon et Joffrey Yssembourg |
|                  | |                                                  |                                                                      | Arbitrage : Nicolas Barbez Juges de lignes : Charles Edouard Salmon et Joffrey Yssembourg |

| 14 octobre 2015 | Paris (D2) | 0-7 (0-3, 0-2, 0-2) | Amiens (LM) | Patinoire municipale de Neuilly-sur-Marne |

| Feuille de match | Feuille de match | Feuille de match            | Feuille de match | Feuille de match                                                            |
| ---------------- | ---------------- | --------------------------- | --- | --------------------------------------------------------------------------- |
|                  | -                | 0-1 0-2 0-3 0-4 0-5 0-6 0-7 | Champagne (Bruijsten, Luke) — 36 s Bault (Fillman, Luke) — 3 min 20 s (2 SN) Carpentier (Beron) — 12 min 13 s Kazarine (Matima, Leclerc) — 24 min 57 s Bault (Duquenne) — 38 min 32 s Fillman (Luke, Leclerc) — 44 min 5 s Bruijsten — 58 min 25 s | Arbitrage : Pierre Dehaen Juges de lignes : Jérémy Metais et Jérémie Collin |
| Julien Roullier  | Gardiens         | Mitch O'Keefe               | | Arbitrage : Pierre Dehaen Juges de lignes : Jérémy Metais et Jérémie Collin |
| 12 min           | Pénalités        | 4 min                       | | Arbitrage : Pierre Dehaen Juges de lignes : Jérémy Metais et Jérémie Collin |
|                  |                  |                             | | Arbitrage : Pierre Dehaen Juges de lignes : Jérémy Metais et Jérémie Collin |

| 13 octobre 2015 | Évry Viry (D2) | 13-3 (7-0, 2-2, 4-1) | Dammarie-lès-Lys (D3) | Patinoire des Lacs de l'Essonne 250 spectateurs |

| Feuille de match | Feuille de match | Feuille de match                                                     | Feuille de match | Feuille de match                                                                  |
| ---------------- | --- | -------------------------------------------------------------------- | --- | --------------------------------------------------------------------------------- |
|                  | Mečiar (Juan) — 11 min 51 s Hanes (Mečiar) — 14 min 45 s Blossier (Gautron) — 15 min 28 s Juan (Hanes) — 16 min 49 s Gautron (Kerneis) — 17 min Ledoux (Blossier) — 18 min 25 s (2 SN) Zeman (Mečiar) — 19 min 13 s - Juan — 29 min 18 s Juan — 32 min 56 s - Blossier (Ledoux, Kerneis) — 40 min 19 s (SN) - Zeman (Hanes) — 53 min 34 s Zeman (Hanes, Mečiar) — 53 min 52 s Gautron (Blossier) — 58 min 49 s | 1-0 2-0 3-0 4-0 5-0 6-0 7-0 7-1 8-1 9-1 9-2 10-2 10-3 11-3 12-3 13-3 | - Dellazzeri — 21 min 56 s (CV) - Dellazzari (R. Danton, Levillain) — 36 min 16 s (SN + CV) - Blanchot (Guyot, Dellazzari) — 46 min 19 s (CV) - | Arbitrage : Guillaume Gardiol Juges de lignes : Théo Armbruster et Samuel Fessier |
| Karl Malmquist   | Gardiens | Maxime Joubert                                                       | | Arbitrage : Guillaume Gardiol Juges de lignes : Théo Armbruster et Samuel Fessier |
| 12 min           | Pénalités | 14 min                                                               | | Arbitrage : Guillaume Gardiol Juges de lignes : Théo Armbruster et Samuel Fessier |
|                  | |                                                                      | | Arbitrage : Guillaume Gardiol Juges de lignes : Théo Armbruster et Samuel Fessier |

## Huitièmes de finale
| 27 octobre 2015 | Chamonix (LM) | 2-3 (0-1, 1-2, 1-0) | Dijon (LM) | Centre sportif Richard-Bozon 436 spectateurs |

| Feuille de match      | Feuille de match                                                                | Feuille de match    | Feuille de match                                                                                              | Feuille de match                                                            |
| --------------------- | ------------------------------------------------------------------------------- | ------------------- | --- | --------------------------------------------------------------------------- |
|                       | - Arès (Bissonnette) — 27 min 16 s - Terrier (Lessard, Arès) — 51 min 31 s (IN) | 0-1 0-2 1-2 1-3 2-3 | Riendeau (Kevorkian, Blanchard) — 8 min 43 s Maslonka (Mulle) — 20 min 42 s - Chabert (Brown) — 30 min 44 s - | Arbitrage : Damien Bliek Juges de lignes : Gwilherm Margry et Joris Barcelo |
| Henri-Corentin Buysse | Gardiens                                                                        | Matija Pintarič     | | Arbitrage : Damien Bliek Juges de lignes : Gwilherm Margry et Joris Barcelo |
| 2 min                 | Pénalités                                                                       | 14 min              | | Arbitrage : Damien Bliek Juges de lignes : Gwilherm Margry et Joris Barcelo |
|                       |                                                                                 |                     | | Arbitrage : Damien Bliek Juges de lignes : Gwilherm Margry et Joris Barcelo |

| 27 octobre 2015 | Strasbourg (LM) | 4-2 (0-0, 1-1, 3-1) | Lyon (LM) | L'Iceberg 1 042 spectateurs |

| Feuille de match    | Feuille de match | Feuille de match        | Feuille de match                                                                                  | Feuille de match                                                                         |
| ------------------- | --- | ----------------------- | ------------------------------------------------------------------------------------------------- | ---------------------------------------------------------------------------------------- |
|                     | - Chipaux (Trudeau, Pardavý) — 25 min 4 s - Goldberg (Trudeau) — 51 min 3 s (2 SN) Trudeau (Pardavý, Petrák) — 57 min 43 s Petrák (Trudeau, Pardavý) — 59 min 42 s (CV) | 0-1 1-1 1-2 2-2 3-2 4-2 | Laberge (Custosse, Lippojoki) — 20 min 35 s - Tô-Landry (Langelier-Parent, Lebey) — 49 min 42 s - | Arbitrage : Geoffrey Barcelo Juges de lignes : Aurélien Smeeckaert et Sébastien Geoffroy |
| Vladimír Hiadlovský | Gardiens | Tommi Virtanen          |                                                                                                   | Arbitrage : Geoffrey Barcelo Juges de lignes : Aurélien Smeeckaert et Sébastien Geoffroy |
| 8 min               | Pénalités | 18 min                  |                                                                                                   | Arbitrage : Geoffrey Barcelo Juges de lignes : Aurélien Smeeckaert et Sébastien Geoffroy |
|                     | |                         |                                                                                                   | Arbitrage : Geoffrey Barcelo Juges de lignes : Aurélien Smeeckaert et Sébastien Geoffroy |

| 27 octobre 2015 | Angers (LM) | 3-0 (0-0, 1-0, 2-0) | Brest (LM) | Patinoire du Haras 900 spectateurs |

| Feuille de match | Feuille de match | Feuille de match | Feuille de match | Feuille de match                                                                    |
| ---------------- | --- | ---------------- | ---------------- | ----------------------------------------------------------------------------------- |
|                  | Lacroix (Frécon, Julseth-White) — 27 min Frécon (Lahesalu) — 55 min 25 s Gaborit (Henderson, Lévèque) — 58 min 35 s (SN) | 1-0 2-0 3-0      | -                | Arbitrage : Laurent Garbay Juges de lignes : Anne-Sophie Boniface et Jérémie Douchy |
| Raphaël Girard   | Gardiens | Antoine Bonvalot |                  | Arbitrage : Laurent Garbay Juges de lignes : Anne-Sophie Boniface et Jérémie Douchy |
| 4 min            | Pénalités | 10 min           |                  | Arbitrage : Laurent Garbay Juges de lignes : Anne-Sophie Boniface et Jérémie Douchy |
|                  | |                  |                  | Arbitrage : Laurent Garbay Juges de lignes : Anne-Sophie Boniface et Jérémie Douchy |

| 27 octobre 2015 | Bordeaux (LM) | 4-2 (0-0, 2-0, 2-2) | Anglet (D1) | Patinoire de Mériadeck 2 580 spectateurs |

| Feuille de match | Feuille de match | Feuille de match        | Feuille de match                                                  | Feuille de match                                                          |
| ---------------- | --- | ----------------------- | ----------------------------------------------------------------- | ------------------------------------------------------------------------- |
|                  | Petit (Desrosiers, Janil) — 31 min 2 s (SN) Desrosiers (Petit) — 39 min 8 s Desrosiers (Petit, Paquin) — 43 min 19 s - Valier (Cyr, Mariage) — 56 min 51 s - | 1-0 2-0 3-0 3-1 4-1 4-2 | - Lagarde (Rubeš) — 46 min 34 s - Lagarde (Brenton) — 59 min 38 s | Arbitrage : Savice Fabre Juges de lignes : Yann Furet et Guillaume Barthe |
| Sebastian Ylönen | Gardiens | Sébastien Raibon        |                                                                   | Arbitrage : Savice Fabre Juges de lignes : Yann Furet et Guillaume Barthe |
| 10 min           | Pénalités | 14 min                  |                                                                   | Arbitrage : Savice Fabre Juges de lignes : Yann Furet et Guillaume Barthe |
|                  | |                         |                                                                   | Arbitrage : Savice Fabre Juges de lignes : Yann Furet et Guillaume Barthe |

| 27 octobre 2015 | Morzine-Avoriaz-Les Gets (LM) | 6-5 (1-2, 4-2, 1-1) | Briançon (LM) | Škoda Arena 314 spectateurs |

| Feuille de match   | Feuille de match | Feuille de match                            | Feuille de match | Feuille de match                                                                      |
| ------------------ | --- | ------------------------------------------- | --- | ------------------------------------------------------------------------------------- |
|                    | - Papa (N. Besson, Corriveau) — 17 min 23 s (SN) - J. Besson (N. Besson) — 24 min 31 s McIntoch (Coccimiglio, N. Besson) — 26 min 50 s Schwindt (J. Besson, Sarkanis) — 28 min 40 s - Coccimiglio (Sarkanis) — 39 min 43 s Holecko (Corriveau) — 43 min 37 s - | 0-1 0-2 1-2 1-3 2-3 3-3 4-3 4-4 5-4 6-4 6-5 | Lafrance (Abramov) — 13 min 15 s Reese (Bernillon, Di Dio Balsamo) — 15 min 8 s - Reese (Abramov, Šterbák) — 24 min 16 s (SN) - Lafrance — 37 min 5 s (IN) - Abramov (Reese, Igier) — 59 min 17 s (IN) | Arbitrage : Jimmy Bergamelli Juges de lignes : Clément Goncalves et Frédéric Peuriere |
| Przemyslaw Odrobny | Gardiens | Sebastian Idoff                             | | Arbitrage : Jimmy Bergamelli Juges de lignes : Clément Goncalves et Frédéric Peuriere |
| 20 min             | Pénalités | 12 min                                      | | Arbitrage : Jimmy Bergamelli Juges de lignes : Clément Goncalves et Frédéric Peuriere |
|                    | |                                             | | Arbitrage : Jimmy Bergamelli Juges de lignes : Clément Goncalves et Frédéric Peuriere |

| 27 octobre 2015 | Grenoble (LM) | 4-3 (0-1, 3-1, 1-1) | Gap (LM) | Patinoire Polesud 3 000 spectateurs |

| Feuille de match | Feuille de match | Feuille de match            | Feuille de match | Feuille de match                                                               |
| ---------------- | --- | --------------------------- | --- | ------------------------------------------------------------------------------ |
|                  | - Thinel (Bouchard, Bisaillon) — 25 min 30 s Thinel (Bouchard, Tartari) — 28 min 59 s Perret (Kalus) — 30 min 27 s (SN) - Bouchard (Thinel, Labrecque) — 52 min 12 s (SN) | 0-1 1-1 2-1 3-1 3-2 3-3 4-3 | Miettinen (Takac, McEachen) — 19 min 24 s - Langlais (Takac) — 38 min 51 s Carter (McEachen, Miettinen) — 40 min 50 s - | Arbitrage : Jérémy Rauline Juges de lignes : Matthieu Barbez et David Courgeon |
| Ervīns Muštukovs | Gardiens | Evan Mosher                 | | Arbitrage : Jérémy Rauline Juges de lignes : Matthieu Barbez et David Courgeon |
| 8 min            | Pénalités | 10 min                      | | Arbitrage : Jérémy Rauline Juges de lignes : Matthieu Barbez et David Courgeon |
|                  | |                             | | Arbitrage : Jérémy Rauline Juges de lignes : Matthieu Barbez et David Courgeon |

| 27 octobre 2015 | Rouen (LM) | 11-0 (0-2, 0-4, 0-5) | Caen (D1) | Patinoire Île Lacroix |

| Feuille de match | Feuille de match | Feuille de match                                         | Feuille de match | Feuille de match                                                                       |
| ---------------- | --- | -------------------------------------------------------- | ---------------- | -------------------------------------------------------------------------------------- |
|                  | Labelle (Thinel, Coulombe) — 4 min 35 s Raux (Manavian, Koudys) — 17 min 24 s Y. Treille — 22 min 23 s Koudys (Raux, Chakiachvili) — 28 min 8 s Koudys (Raux, Chakiachvili) — 28 min 27 s Chakiachvili (Whitecotton, Arrossamena) — 32 min 47 s Labelle (Krog, Guillemain) — 44 min 53 s Labelle (Thinel, Krog) — 52 min 31 s Lampérier (Whitecotton, Arrossamena) — 53 min 40 s Arrossamena (Lampérier, Guillemain) — 54 min 14 s Koudys (Raux, Dame-Malka) — 55 min 34 s | 1-0 2-0 3-0 4-0 5-0 6-0 7-0 8-0 9-0 10-0 11-0            | -                | Arbitrage : Alexandre Hauchart Juges de lignes : Thomas Caillot et Sébastien Levasseur |
| Quentin Papillon | Gardiens | Quentin Kello (33 min 36 s) Grégoire Blanc (26 min 34 s) |                  | Arbitrage : Alexandre Hauchart Juges de lignes : Thomas Caillot et Sébastien Levasseur |
| 4 min            | Pénalités | 2 min                                                    |                  | Arbitrage : Alexandre Hauchart Juges de lignes : Thomas Caillot et Sébastien Levasseur |
|                  | |                                                          |                  | Arbitrage : Alexandre Hauchart Juges de lignes : Thomas Caillot et Sébastien Levasseur |

| 27 octobre 2015 | Évry Viry (D2) | 2-6 (1-3, 0-1, 1-2) | Amiens (LM) | Patinoire des Lacs de l'Essonne |

| Feuille de match | Feuille de match                                                  | Feuille de match                                   | Feuille de match | Feuille de match                                                             |
| ---------------- | ----------------------------------------------------------------- | -------------------------------------------------- | --- | ---------------------------------------------------------------------------- |
|                  | Hanes (Zeman, Mečiar) — 4 min 37 s - Juan (Hanes) — 50 min 13 s - | 1-0 1-1 1-2 1-3 1-4 2-4 2-5 2-6                    | - Champagne (T. Crowder, Coulaud) — 8 min 22 s Champagne (T. Crowder, P. Crowder) — 12 min 50 s (SN) Thomas (Serer, Josse) — 16 min 18 s Champagne (Coulaud, Matima) — 26 min 55 s - Coulaud (Matima, Champagne) — 51 min 39 s (SN) Serer (Bault, Luke) — 56 min 28 s (SN) | Arbitrage : Benjamin Gremion Juges de lignes : Jérémy Kahli et Jérémy Metais |
| Karl Malmquist   | Gardiens                                                          | Mitch O'Keefe (20 min) Guillaume Duquenne (40 min) | | Arbitrage : Benjamin Gremion Juges de lignes : Jérémy Kahli et Jérémy Metais |
| 10 min           | Pénalités                                                         | 10 min                                             | | Arbitrage : Benjamin Gremion Juges de lignes : Jérémy Kahli et Jérémy Metais |
|                  |                                                                   |                                                    | | Arbitrage : Benjamin Gremion Juges de lignes : Jérémy Kahli et Jérémy Metais |

## Quarts de finale
| 17 novembre 2015 | Angers (LM) | 4-1 (2-0, 1-1, 1-0) | Bordeaux (LM) | Patinoire du Haras 950 spectateurs |

| Feuille de match | Feuille de match | Feuille de match    | Feuille de match                            | Feuille de match                                                           |
| ---------------- | --- | ------------------- | ------------------------------------------- | -------------------------------------------------------------------------- |
|                  | May (Thillet, Walls) — 2 min 23 s Lunden (Lacroix) — 9 min 22 s - Lunden (Henderson) — 29 min 53 s Gaborit (Albert, Henderson) — 59 min 37 s (CV) | 1-0 2-0 2-1 3-1 4-1 | - Gauthier (Janil, Valchar) — 28 min 44 s - | Arbitrage : Damien Bliek Juges de lignes : Yann Furet et Clément Goncalves |
| Raphaël Girard   | Gardiens | Sebastian Ylönen    |                                             | Arbitrage : Damien Bliek Juges de lignes : Yann Furet et Clément Goncalves |
| 2 min            | Pénalités | 4 min               |                                             | Arbitrage : Damien Bliek Juges de lignes : Yann Furet et Clément Goncalves |
|                  | |                     |                                             | Arbitrage : Damien Bliek Juges de lignes : Yann Furet et Clément Goncalves |

| 17 novembre 2015 | Morzine-Avoriaz-Les Gets (LM) | 1-4 (0-0, 0-2, 1-2) | Rouen (LM) | Škoda Arena 198 spectateurs |

| Feuille de match   | Feuille de match               | Feuille de match    | Feuille de match | Feuille de match                                                                      |
| ------------------ | ------------------------------ | ------------------- | --- | ------------------------------------------------------------------------------------- |
|                    | - Holecko — 53 min 45 s (IN) - | 0-1 0-2 0-3 1-3 1-4 | Labelle (Coulombe, Thinel) — 20 min 16 s Guénette (Lampérier, S. Treille) — 36 min 33 s (SN) Coulombe (Krog, Thinel) — 40 min 29 s - Arrossamena (Kontinnen, Guillemain) — 57 min 45 s | Arbitrage : Alexandre Bourreau Juges de lignes : Gwilherm Margry et Frédéric Peuriere |
| Przemyslaw Odrobny | Gardiens                       | Dany Sabourin       | | Arbitrage : Alexandre Bourreau Juges de lignes : Gwilherm Margry et Frédéric Peuriere |
| 45 min             | Pénalités                      | 20 min              | | Arbitrage : Alexandre Bourreau Juges de lignes : Gwilherm Margry et Frédéric Peuriere |
|                    |                                |                     | | Arbitrage : Alexandre Bourreau Juges de lignes : Gwilherm Margry et Frédéric Peuriere |

| 17 novembre 2015 | Dijon (LM) | 4-1 (1-0, 0-1, 3-0) | Amiens (LM) | Patinoire Trimolet 473 spectateurs |

| Feuille de match | Feuille de match | Feuille de match            | Feuille de match                                  | Feuille de match                                                                     |
| ---------------- | --- | --------------------------- | ------------------------------------------------- | ------------------------------------------------------------------------------------ |
|                  | Wallén (Maslonka, Mulle) — 3 min 45 s - Brown (McMillin, Kolba) — 43 min 10 s Brown (Gutierrez, Briand) — 58 min 54 s (CV) Maslonka (Kolba, Mulle) — 59 min 31 s (CV) | 1-0 1-1 2-1 3-1 4-1         | - Beron (Ankerst, Bruijsten) — 32 min 33 s (SN) - | Arbitrage : Geoffrey Barcelo Juges de lignes : Matthieu Barbez et Sébastien Geoffroy |
| Matija Pintarič  | Gardiens | Mitch O'Keefe (59 min 19 s) |                                                   | Arbitrage : Geoffrey Barcelo Juges de lignes : Matthieu Barbez et Sébastien Geoffroy |
| 10 min           | Pénalités | 8 min                       |                                                   | Arbitrage : Geoffrey Barcelo Juges de lignes : Matthieu Barbez et Sébastien Geoffroy |
|                  | |                             |                                                   | Arbitrage : Geoffrey Barcelo Juges de lignes : Matthieu Barbez et Sébastien Geoffroy |

| 17 novembre 2015 | Strasbourg (LM) | 2-4 (0-1, 0-2, 2-1) | Grenoble (LM) | L'Iceberg 852 spectateurs |

| Feuille de match    | Feuille de match                                                                    | Feuille de match        | Feuille de match | Feuille de match                                                                |
| ------------------- | ----------------------------------------------------------------------------------- | ----------------------- | --- | ------------------------------------------------------------------------------- |
|                     | - Pardavý (Trudeau, Goldberg) — 43 min 51 s - Stříž (Hiadlovský) — 57 min 13 s (SN) | 0-1 0-2 0-3 1-3 1-4 2-4 | Chapuis (Chouinard, Bisaillon) — 18 min 6 s Labrecque (Perret) — 25 min 18 s Bisaillon (Labrecque, Perret) — 37 min 51 s - Perret — 45 min 54 s - | Arbitrage : Jimmy Bergamelli Juges de lignes : David Courgeon et Thomas Caillot |
| Vladimír Hiadlovský | Gardiens                                                                            | Ervīns Muštukovs        | | Arbitrage : Jimmy Bergamelli Juges de lignes : David Courgeon et Thomas Caillot |
| 10 min              | Pénalités                                                                           | 12 min                  | | Arbitrage : Jimmy Bergamelli Juges de lignes : David Courgeon et Thomas Caillot |
|                     |                                                                                     |                         | | Arbitrage : Jimmy Bergamelli Juges de lignes : David Courgeon et Thomas Caillot |

## Demi-finales
| 8 décembre 2015 | Grenoble (LM) | 4-0 (1-0, 1-0, 2-0) | Dijon (LM) | Patinoire Polesud 2 900 spectateurs |

| Feuille de match | Feuille de match | Feuille de match | Feuille de match | Feuille de match                                                                                       |
| ---------------- | --- | ---------------- | ---------------- | --- |
|                  | Labrecque (Chouinard, Gauthier) — 17 min 4 s (SN) Lamirault (Bisaillon, Lamboley) — 30 min 11 s Labrecque (Chouinard, Favarin) — 53 min 33 s (IN) Chouinard (Perret, Labrecque) — 55 min 31 s | 1-0 2-0 3-0 4-0  | -                | Arbitrage : Jimmy Bergamelli et Laurent Garbay Juges de lignes : Guillaume Gielly et Frédéric Peuriere |
| Ervīns Muštukovs | Gardiens | Matija Pintarič  |                  | Arbitrage : Jimmy Bergamelli et Laurent Garbay Juges de lignes : Guillaume Gielly et Frédéric Peuriere |
| 16 min           | Pénalités | 10 min           |                  | Arbitrage : Jimmy Bergamelli et Laurent Garbay Juges de lignes : Guillaume Gielly et Frédéric Peuriere |
|                  | |                  |                  | Arbitrage : Jimmy Bergamelli et Laurent Garbay Juges de lignes : Guillaume Gielly et Frédéric Peuriere |

| 8 décembre 2015 | Rouen (LM) | 5-0 (2-0, 1-0, 2-0) | Angers (LM) | Patinoire Île Lacroix 2 746 spectateurs |

| Feuille de match | Feuille de match | Feuille de match    | Feuille de match | Feuille de match                                                                          |
| ---------------- | --- | ------------------- | ---------------- | ----------------------------------------------------------------------------------------- |
|                  | Guénette (Lampérier, Coulombe) — 3 min 4 s (SN) Krog (S. Treille, Y. Treille) — 18 min 26 s Thinel — 36 min 2 s Y. Treille (S. Treille) — 52 min 37 s Arrossamena (Labelle, Whitecotton) — 59 min 10 s | 1-0 2-0 3-0 4-0 5-0 | -                | Arbitrage : Nicolas Barbez et Damien Bliek Juges de lignes : Yann Furet et Thomas Caillot |
| Dany Sabourin    | Gardiens | Alexis Neau         |                  | Arbitrage : Nicolas Barbez et Damien Bliek Juges de lignes : Yann Furet et Thomas Caillot |
| 8 min            | Pénalités | 6 min               |                  | Arbitrage : Nicolas Barbez et Damien Bliek Juges de lignes : Yann Furet et Thomas Caillot |
|                  | |                     |                  | Arbitrage : Nicolas Barbez et Damien Bliek Juges de lignes : Yann Furet et Thomas Caillot |

## Finale
| 3 janvier 2016 | Rouen (LM) | 4-2 (2-0, 0-2, 2-0) | Grenoble (LM) | AccorHotels Arena, Paris 10 020 spectateurs |

| Feuille de match | Feuille de match | Feuille de match        | Feuille de match                                                                           | Feuille de match                                                                              |
| ---------------- | --- | ----------------------- | ------------------------------------------------------------------------------------------ | --------------------------------------------------------------------------------------------- |
|                  | Y. Treille (Krog, S. Treille) — 1 min 4 s Thinel (Coulombe, Guénette) — 4 min 43 s (SN) - Krog (Thinel, Matheson) — 56 min 17 s S. Treille (Y. Treille, Krog) — 59 min 58 s (CV) | 1-0 2-0 2-1 2-2 3-2 4-2 | - Kalus (Chouinard, Bisaillon) — 23 min 33 s Perret (Labrecque, Bisaillon) — 26 min 30 s - | Arbitrage : Nicolas Barbez et Jimmy Bergamelli Juges de lignes : Thomas Caillot et Yann Furet |
| Dany Sabourin    | Gardiens | Ervīns Muštukovs        |                                                                                            | Arbitrage : Nicolas Barbez et Jimmy Bergamelli Juges de lignes : Thomas Caillot et Yann Furet |
| 4 min            | Pénalités | 10 min                  |                                                                                            | Arbitrage : Nicolas Barbez et Jimmy Bergamelli Juges de lignes : Thomas Caillot et Yann Furet |
|                  | |                         |                                                                                            | Arbitrage : Nicolas Barbez et Jimmy Bergamelli Juges de lignes : Thomas Caillot et Yann Furet |

## Nombre d'équipes par division et par tour
|                       | Premier tour | Seizièmes de finale | Huitièmes de finale | Quarts de finale | Demi- finales | Finale |
| Ligue Magnus 13 clubs | Exempts      | 12                  | 13                  | 8                | 4             | 2      |
| Division 1 11 clubs   | Exempts      | 11                  | 2                   | -                | -             | -      |
| Division 2 6 clubs    | 5            | 4                   | 1                   | -                | -             | -      |
| Division 3 5 clubs    | 5            | 2                   | -                   | -                | -             | -      |
| Totaux                | 10           | 29                  | 16                  | 8                | 4             | 2      |